# میچیهیرو ایتو
میچیهیرو ایتو (انگلیسی: Michihiro Ito؛ زادهٔ ۲۰ مارس ۱۹۱۵ - درگذشت نامشخص) بازیکن هاکی روی چمن اهل ژاپن بود.